# ОШ „Слободан Јовић” Волуја
ОШ „Слободан Јовић” у Волуји, насељеном месту на територији општине Кучево, државна је установа основног образовања.
Школа постоји још од 1866. године, када је у Дубокој отворена Основна школа. О овоме сведочи монографија "Дубока-два срца у једној души".
Данашња школа званично је основана 1968. године, од када гласи оснивачки акт, односно када су школе у Дубокој, Раденки и Волуји обједињене. 
Основна школа у Волуји је име добила по народном хероју Слободану Јовићу, рођеном 17. априла 1918. године у Кучеву.
Данас је школа састављена од централне школе у Волуји и подручних одељења у Дубокој и Раденки.